# リュディナ (小惑星)
リュディナ (1028 Lydina) は小惑星帯に位置する小惑星。クリミア半島のシメイズ天文台で、ソビエト連邦の天文学者ウラジーミル・アルビツキーによって発見され、彼の妻に因んで命名された。